# Bodon család (mihályfalusi)

## Eredete
Gömör megye középső részén, a Vály völgyében fekszik Mihályfalva, a Forgon és a Bodon család ősi birtoka. Már a középkorban is a Forgon, Bodon és a kihalt Gátha családok ősei bírták ezt a falut. Zsigmond király 1413-ban kelt új adománylevelében megerősíti a három család elődeit Mihályfalva birtokában, melyet „már őseik is háborítás nélkül bírtak.”
A három család közös eredetű, egy őstől származik.
A Bodonok őse Mihályfalusi Jakabnak fia, Miklós, aki Zsigmond király 1413-i megerősítő adománylevelében szerepel - akit egyes oklevelek már Bodon néven említenek. Ez a Bodon Miklós 1421-1432 között alispánja volt Gömör megyének. Az 1427-es portaösszeírásban Bodon Miklósnak Apátfalván két jobbágy telkéről történik említés. Ennek a Miklósnak talán fia lehetett Bodon János. Gömör megye 1469. február 20-án Istenmezei Albertet Bodon János nejének, Margit asszonynak panaszára megidézteti. Mátyás király 1475-ben nyomozóparancsot adott ki Bebek György, Hanvay Demeter, Vasvári János, Barna Lőrinc, Bodon János és Szuhay Pál ellen, akik fegyveres népeikkel Dobsinára törtek, az ottani rézbányákat elfoglalták s a tulajdonosoknak mintegy 500 aranyforintnyi kárt okoztak. Bodon János ugyancsak 1475-ben Finkey Benedekkel együtt Csetneky László, János és Miklós ellen folytat pert. 
A következő évtizedekben Bodon Miklóssal találkozunk az oklevelekben.
Mihályfalusi Bodon Miklós 1481-ben Harmac helység iktatásánál királyi ember. Neje, marmalomfalusi Ravasz Borbála hitbérét és jegyajándékát, mely a nő atyafiait illette, halálos ágyán férjére és sógorára hagyta. Az elhunyt asszony atyafiai, Ravasz Balázs, Imre és Simon azonban perrel támadták meg érte a Bodonokat. Bodon Ferenc („de Mihalfalws' ) érdekében 1493-ban tanúkat hallgatnak ki Ravasz Borbála végrendeletéről.
Bodon Benedek 1571-től 1581-ig Gömör megye szolgabírája. Az 1581-i tisztújításon Bodon Pétert választották helyére, ki előbb mint esküdt táblabíró működött Bodon Benedek mellett. 1583-ban Bodon Benedeket újra megválasztották szolgabírónak; tisztségében aztán egész haláláig, 1586-ig megmaradt. Fia, Bodon Farkas szintén hosszú ideig volt megyénk szolgabírája (1600-1612). Bodon Péter 1574-ben, Bodon Pál
1582-ben, Bodon György 1596-1600-ban, Bodon Mátyás pedig 1623-ban esküdtjei és táblabírái megyénknek. Bodon János 1653-ban szolgabíró, aki mellett akkor Bodon Péter esküdtként működött. A múlt században Bodon István esküdt, Bodon Pál szolgabíró, ennek fia, Antal szolgabíró, akiről alább lesz szó.
A család Mihályfalván, Alsó- és Felsővályon, a Morhó-, Ablonci- és Laponyapusztákon birtokos.
A család már a XVI. században is népes volt, a XVII. századtól pedig még inkább elágazott. Ágai a következők

## I. Felső-Bodon család[11]
A Felső-Bodonok közvetlen őse II. Bodon Benedek, Bodon Istvánnak fia, aki az 1660-as, 1670-es években élt. Atyja, Bodon István a legnagyobb valószínűség szerint Bodon Benedek híres szolgabírónak István fiától született István nevű unokájával azonos. II. Bodon Benedek idősebb fiától, Istvántól származtak le a mihályfalusi Felső-Bodonok, míg ifjabb fiától, Mihálytól a ládházi ág ered. Bodon Mihály ugyanis a XVII. század végén Ládházára költözött. Gömör megye 1752-ben nemesi bizonyítványt adott ki fiai részére. A Felső-Bodon családból származik Bodon Antal szolgabíró, aki 1848-ban részt vett a schwechati ütközetben mint a gömöri nemzetőrök főhadnagya, 1849-ben pedig a nemzeti kormány gömöri biztosa. Ebből az ágból származott Bodon Ábrahdm is, aki Kossuth elfogatása után az Országgyűlési tudósításokat szerkesztette. 1848-ban a kövi kerület országgyűlési képviselője. Elnyomatásunk alatt mihályfalvi birtokán irodalmi munkássággal töltötte idejét. Ekkor fordította le Vergilius Georgikonját, s írta meg a vályi egyház történetét. Az alkotmányos élet helyreállása után ismét képviselő, majd egész haláláig Gömör megye jeles alispánja. Bodon Péter 1782-ben átányi jegyző volt, s megyénktől mint Bodon István fia kapott nemességi bizonyítványt. Később naprágyi birtokán telepedett le, ahol utódai ma is élnek.
A ládházi ágból az 1740-es években Bodon Mihály fiai, Bodon Mihály, Péter, Ferenc és János éltek. Az 1809-i Borsod megyei nemesi összeírásban még előfordul Ládházán egy Bodon János nevű öregember.

## A mihályfalusi Felső-Bodon család családfája
Bodon család részletes története a Múzeumi Könyvtár 11. Putnokon 2004-ben kiadott Bodon Gabriella: A Bodon család ezeréves története című műben olvasható.
A család korai történetét azért megemlíteném. Részletek Karácsonyi János Magyar nemzetségek a XIV század közepéig műve I. rész: FŐÚRI ÉS NEMESI NEMZETSÉGEK, ABA NEMZETSÉG művéből.
1. és 2. Bodon-ág.
Dénes 1268–1288. 1280. mester 1285. comes*, N. leány Merse özvegye 1285–1310.*
2. Bodon György 1285.*

## Dokumentumok
- Apa: Bodon Péter
- Anya: Bodon Péterné Mária
- Apa: Bodon Sándor
- Anya: Beke Julianna Bodon Mária férje mellétei Barna Dániel